# Аншаков, Сергей Викторович
Сергей Викторович Аншаков (род. 13 января 1984, Москва) — российский хоккеист, нападающий. Мастер спорта России.

## Биография
Начал играть в хоккей в клубе «Вымпел», тренер Алексей Ярушкин. В 14 лет перешёл в ЦСКА, следующие три года занимался в «Динамо», тренеры Валерий Болгари, Борис Гольцев. В российской Суперлиге играл за команды ХК ЦСКА (2001/02), ЦСКА (2002/03 — 2004/05, 2006/07), «Салават Юлаев» Уфа (2004/05, 2005/06) «Динамо» Москва (2005/06), ХК МВД (2005/06), «Сибирь» Новосибирск (2006/07), «Амур» Хабаровск (2007/08). В КХЛ играл за «Нефтехимик» Нижнекамск (2008/09), ЦСКА (2009/10). В конце карьеры играл за «Газовик» Тюмень (2009/10), «Молот-Прикамье» Пермь (2010/11).
Серебряный призёр юниорского чемпионата мира 2002. Чемпион мира среди молодёжных команд 2003. Участник молодёжного чемпионата мира 2004 (5 место).
После завершения карьеры хоккеиста стал полицейским. По состоянию на 2018 год — старший сержант полиции, полицейский комендантского отдела ГУ МВД России по г. Москве. Участвует за команду полицейских на международных турнирах, игрок Товарищеской хоккейной лиги.